# Кам'янка (притока Собу)
Кам'янка — річка в Україні, у межах Липовецького району Вінницької області. Права притока Собу (басейн Південного Бугу). Тече через с. Берестівка та м. Липовець (частина колишнього села Кам'янка). Впадає у Соб за 90 км від гирла, довжина — 9,6 км, площа басейну - 22,9 км².